# 101 ق م
101 ق م أو 101 قبل الميلاد هي سنة من العقد 10 ق م في التقويم اليولياني البروليبتي (التقويم الميلادي). تسبقها سنة 102 ق م وتليها سنة 100 ق م.

## أحداث
- القرن 1 ق م

## مواليد
- قيافا
- توسنيلدا
- جمالائيل
- هيروديا
- إليصابات
- حنة
- أماني شاخيتي
- الحارث الرابع ملك الأنباط
- لوسيوس كورنليوس بالبيس
- زكريا
- برثولماوس
- يوسف النجار

## وفيات
- لينتولوس باتياتوس
- جيمينوس
- غايوس كلاوديوس غلابر
- بوبليليوس سيروس
- أماني شاخيتي
- كليوباترا الثالثة

## كتب
- Yves Denis Papin (1998). Chronologie de l'histoire ancienne. Lieu de publication non identifié: Éditions Jean-paul Gisserot. ISBN:2-87747-346-5. OCLC:40746926. مؤرشف من الأصل في 2022-03-16.
- أحمد محمد عوف (2000)، موسوعة حضارة العالم، QID:Q12246226

## وصلات خارجية
- صفحة السنة على موقع onthisday.com
- سنة 101 ق م على موقع المكتبة الوطنية الفرنسية